# Vicência (ort)
Vicência är en ort i Brasilien.   Den ligger i kommunen Vicência och delstaten Pernambuco, i den östra delen av landet, 1 600 km nordost om huvudstaden Brasília. Vicência ligger 122 meter över havet och antalet invånare är 10 378.
Terrängen runt Vicência är platt åt sydost, men åt nordväst är den kuperad. Närmaste större samhälle är Timbaúba, 16,9 km norr om Vicência.
Omgivningarna runt Vicência är en mosaik av jordbruksmark och naturlig växtlighet. Runt Vicência är det ganska tätbefolkat, med 185 invånare per kvadratkilometer.